# Bitschhoffen
Die französische Gemeinde Bitschhoffen (deutsch Bitschhofen) liegt im Département Bas-Rhin in der Region Grand Est (bis 2015 Elsass) nördlich von der Agglomeration um Pfaffenhoffen. Sie hat 460 Einwohner (Stand 1. Januar 2021).

## Geschichte
Bitschhoffen wurde 1350 als Bitzhofen erstmals schriftlich erwähnt und ist ein ehemaliges Reichsdorf.
Während der Französischen Revolution war es ein Dorf der Bailliage de Haguenau, der Ballei um Hagenau.

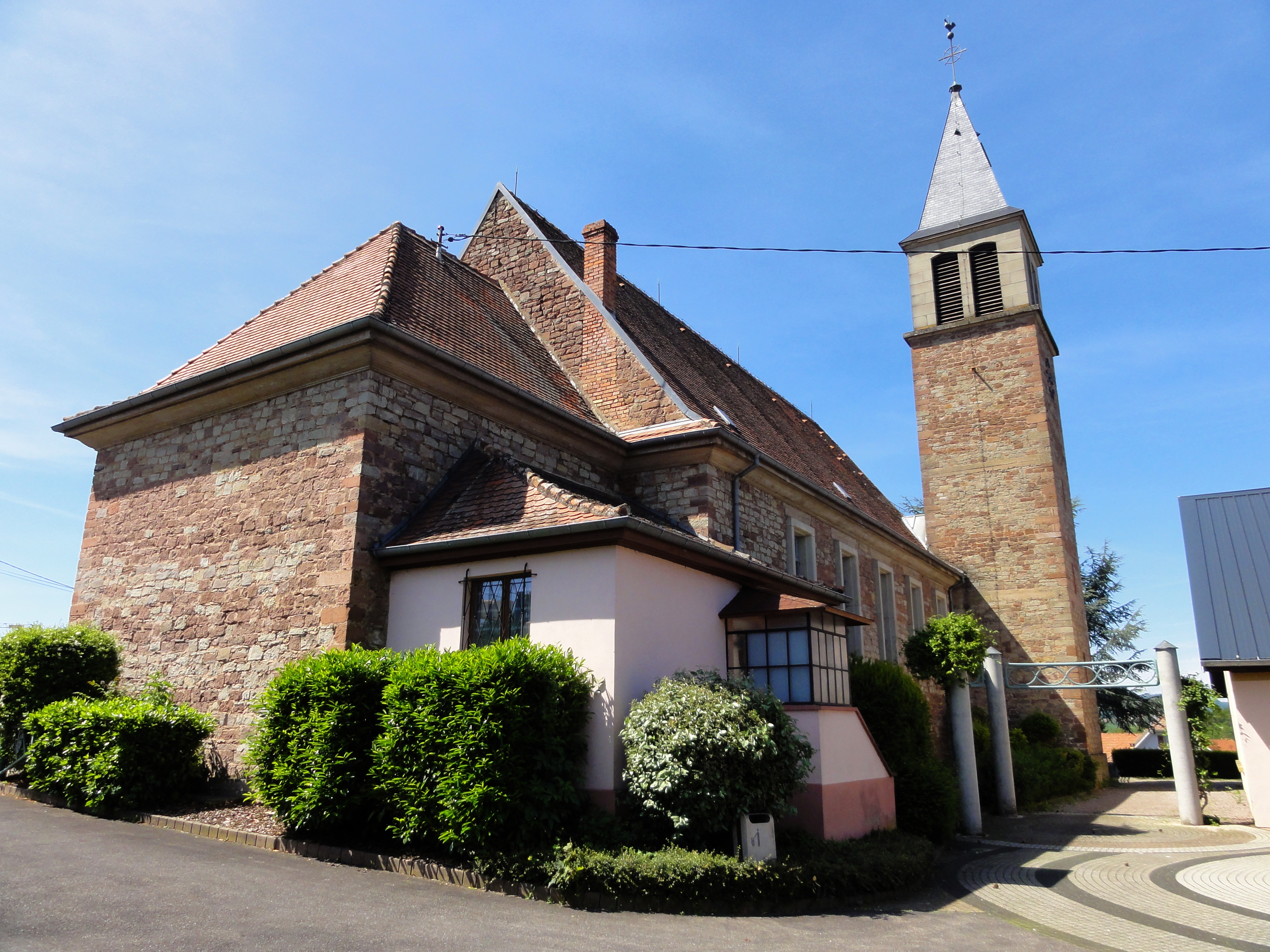
Protestantische Kirche
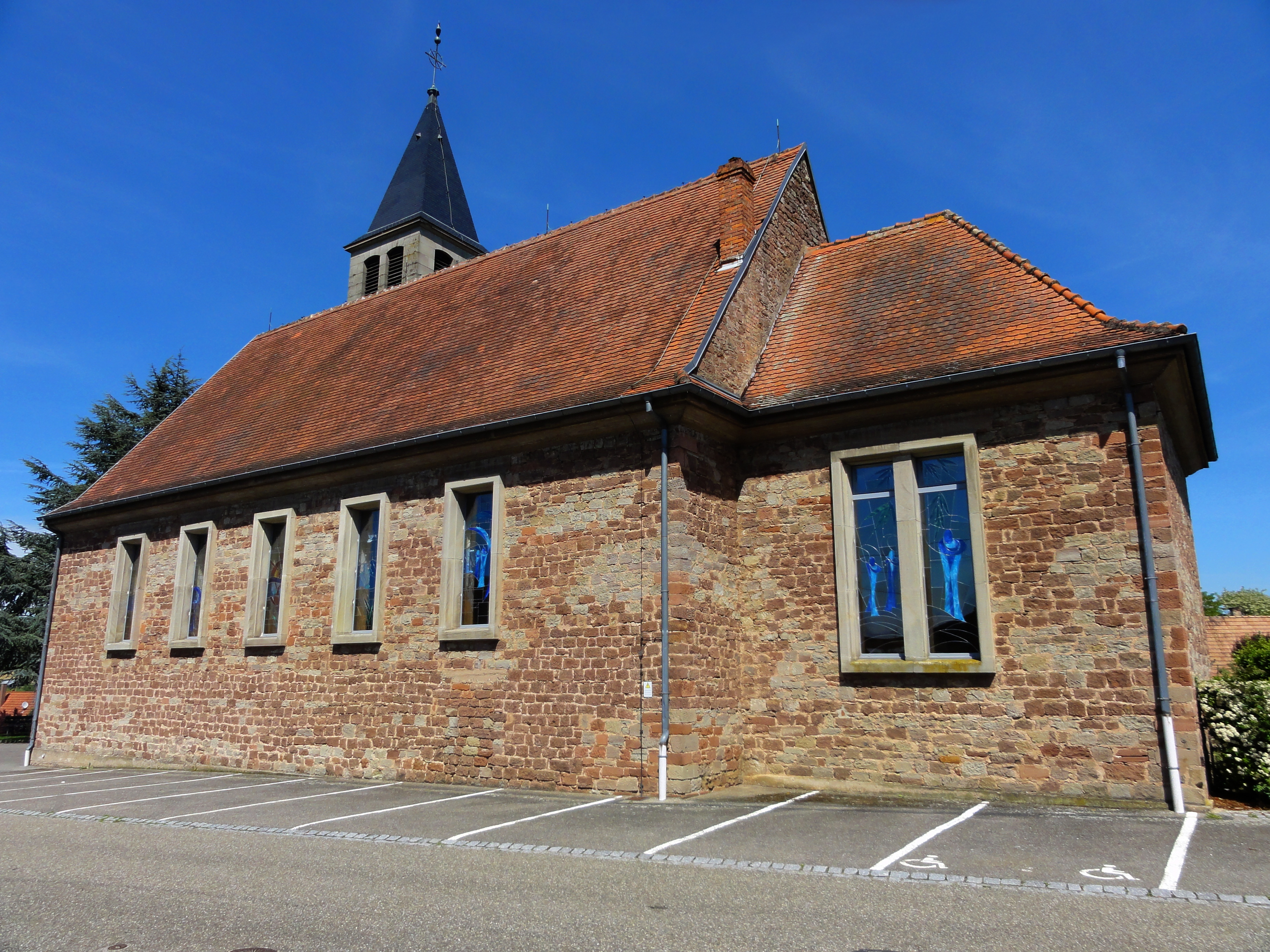
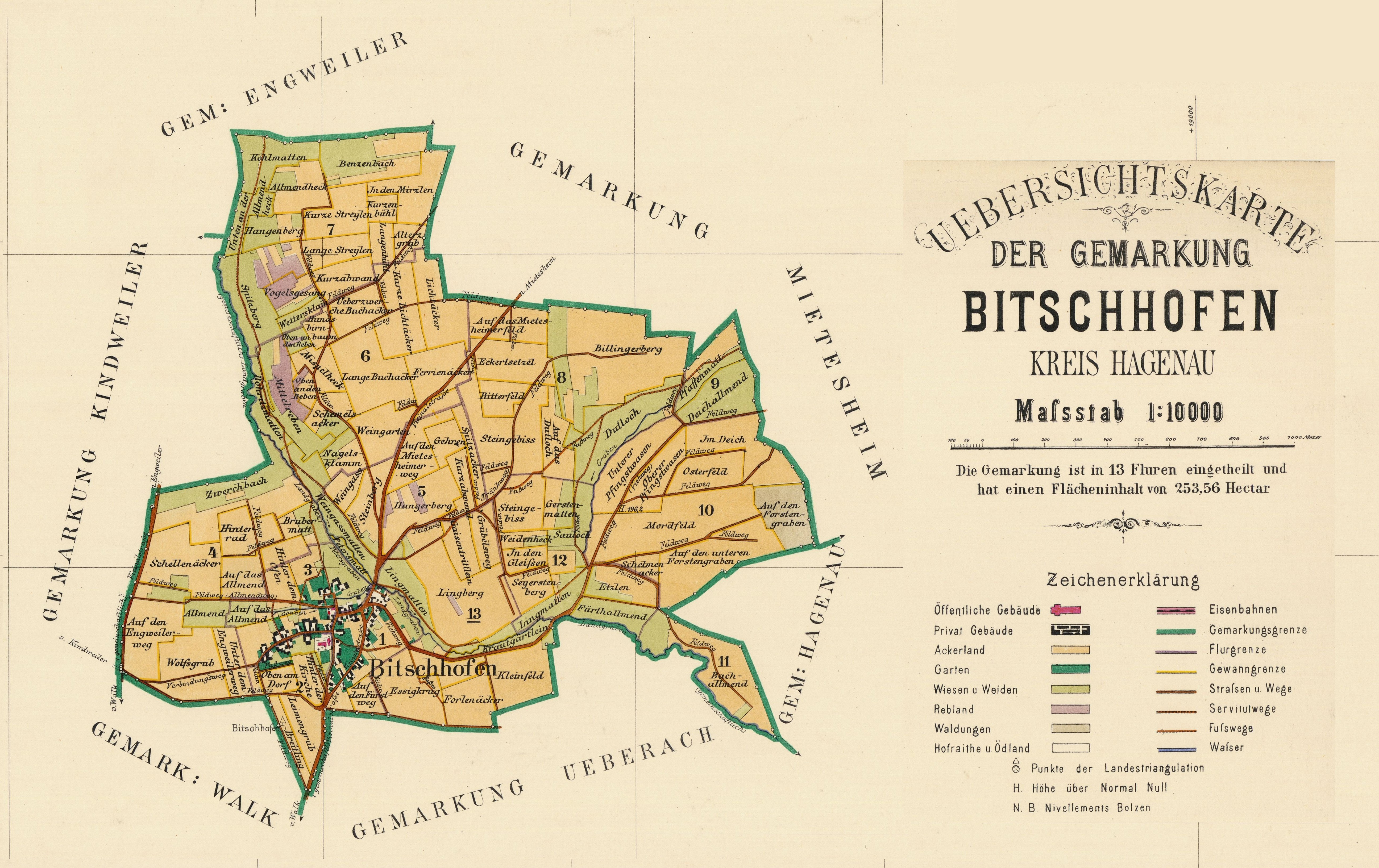
Katasterplan von 1893

## Bevölkerungsentwicklung
| 1962 | 1968 | 1975 | 1982 | 1990 | 1999 | 2007 | 2017 |
| ---- | ---- | ---- | ---- | ---- | ---- | ---- | ---- |
| 323  | 362  | 412  | 425  | 399  | 416  | 459  | 459  |